# 圣桑福里安-勒瓦卢瓦
圣桑福里安-勒瓦卢瓦（法語：Saint-Symphorien-le-Valois，法語發音：[sɛ̃ sɛ̃fɔʁjɛ̃ lə valwa]）是法国芒什省的一个旧市镇，属于库唐斯区。2016年，圣桑福里安-勒瓦卢瓦与市镇临近的8个市镇合并为新市镇拉艾。

## 地理
圣桑福里安-勒瓦卢瓦（49°17'44"N, 1°33'13"W）面积5.8 平方千米，位于法国诺曼底大区芒什省，该省份为法国西北部沿海省份，西、北、东北三面环大西洋，东起顺时针与卡爾瓦多斯省、奧恩省、马耶讷省和伊勒-维莱讷省接壤。
与圣桑福里安-勒瓦卢瓦接壤的市镇（或旧市镇、城区）包括：博勒维尔、拉艾、蒙加尔东、讷梅尼勒、叙尔维尔。

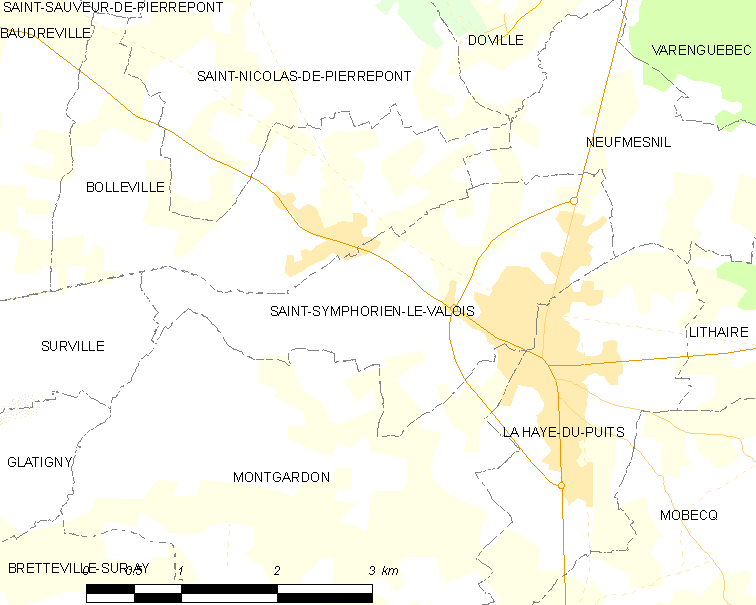
圣桑福里安-勒瓦卢瓦的OSM定位图

圣桑福里安-勒瓦卢瓦的时区为UTC+01:00、UTC+02:00（夏令时）。

## 行政
圣桑福里安-勒瓦卢瓦的邮政编码为50250，INSEE市镇编码为50558。

## 政治
圣桑福里安-勒瓦卢瓦所属的省级选区为克雷昂斯县。

## 人口

1962-2008年间圣桑福里安-勒瓦卢瓦人口变化图示

圣桑福里安-勒瓦卢瓦于2018年1月1日时的人口数量为816人。